# Drypetes darcyana
Drypetes darcyana là một loài thực vật có hoa trong họ Putranjivaceae. Loài này được McPherson mô tả khoa học đầu tiên năm 2000.